# Titanatemnus gigas
Titanatemnus gigas är en spindeldjursart som beskrevs av Beier 1932. Titanatemnus gigas ingår i släktet Titanatemnus och familjen Atemnidae. Inga underarter finns listade i Catalogue of Life.